# Balmazújvárosi járás
A Balmazújvárosi járás Hajdú-Bihar vármegyéhez tartozó járás Magyarországon, amely 2013-ban jött létre. Székhelye Balmazújváros. Területe 827,44 km², népessége 29 616 fő, népsűrűsége 36 fő/km² volt a 2012. évi adatok szerint. Két város (Balmazújváros és Tiszacsege) és 3 község tartozik hozzá.
Azonos névvel 1876 és 1901 között létezett egy járás Hajdú vármegyében, de ennek székhelye az állandó járási székhelyek kijelölésétől (1886) kezdve Debrecenben volt. Balmazújváros 2013 előtt soha nem volt járási székhely, de 1984-től a járások megszüntetésével összefüggő közigazgatási átszervezés folytán városi jogú nagyközség lett, nagyközségkörnyékének területe pedig megegyezett a mai járáséval.

## Települései
| Település      | Rang (2013. július 15.) | Kistérség (2013. január 1.) | Népesség (2012. január 1.) | Terület (km²) | Településvezető                 |
| -------------- | ----------------------- | --------------------------- | -------------------------- | ------------- | ------------------------------- |
| Balmazújváros  | járásszékhely város     | Balmazújvárosi              | 17 354                     | 205,45        | Dr. Varga Marina (Fidesz-KDNP)  |
| Tiszacsege     | város                   | Balmazújvárosi              | 4 481                      | 136,4         | Szeli Zoltán (Független)        |
| Egyek          | nagyközség              | Balmazújvárosi              | 4 895                      | 104,79        | Dr. Miluczky Attila (Független) |
| Hortobágy      | község                  | Balmazújvárosi              | 1 487                      | 284,58        | Jakab Ádám András (Független)   |
| Újszentmargita | község                  | Polgári                     | 1 399                      | 96,22         | Csetneki Csaba (Független)      |